# Black Dub
Black Dub ist eine kanadisch-US-amerikanische Alternative-Rock-Band, die 2009 in New York gegründet wurde.

## Bandgeschichte

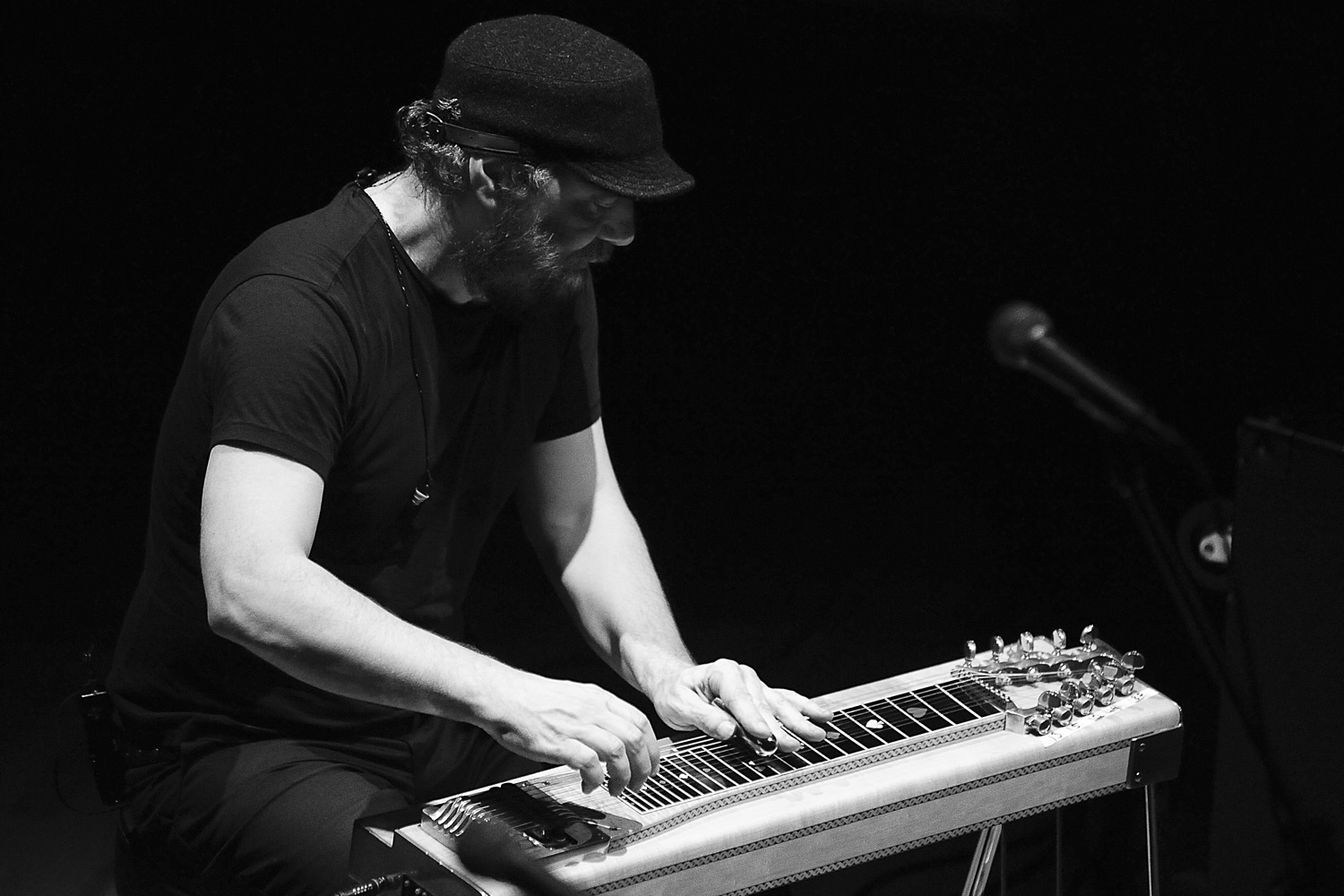
Daniel Lanois

Kopf der Band ist der Kanadier Daniel Lanois, der zuvor schon als Solomusiker und Produzent vieler bekannter Künstler erfolgreich war. Im Oktober 2009 tat er sich mit dem Schlagzeuger Brian Blade, dem Bassisten Daryl Johnson und Trixie Whitley, der Tochter von Chris Whitley, zusammen und gründete Black Dub. Ihre ersten selbstgemachten Aufnahmen veröffentlichten sie über YouTube und die eigene Website, bevor sie beim Label Red Ink/Jive unterschrieben, um ihr erstes Album zu produzieren.
Die Veröffentlichung verzögerte sich, als Lanois im Juli 2010 einen schweren Motorradunfall hatte, von dem er sich aber schnell erholte. Ende des Jahres erreichte ihr nach der Band benanntes Debütalbum in Nordamerika und in mehreren europäischen Ländern die Charts.
Im Juli 2011 war Black Dub in Europa auf Tournee.

## Diskografie
Alben
- 2010: Black Dub